# Idriss Hani
Idriss Hani Skouri, né en 1944, à Casablanca, est une personnalité politique, un militant et un intellectuel marocain, ancien secrétaire général de la section arabophone de la Fédération générale du travail de Belgique (FGTB), fondateur de l'Association des travailleurs marocains en Belgique et du Comité contre la répression au Maroc (CCR) et membre fondateur du Parti socialiste unifié.

## Biographie
Né en 1944 à Derb Sultan à Casablanca, où il vivra son enfance et suivra sa scolarité à l'école des notables « Panoramique ». Issu d'une famille patriote, son père, Mohammed Hani Skouri, est un acteur de la lutte pour l'indépendance du Maroc, membre de l'Union nationale des forces populaires. Sa mère, une militante engagée aux côtés de son mari, fait partie des premières femmes à s'impliquer activement.
Après son obtention du baccalauréat, il poursuit ses études pendant quatre ans à l'Université Mohamed V à Rabat, où il devint membre de l'Union nationale des étudiants du Maroc (UNEM),.
Il est parmi les fondateurs de la jeunesse de l'UNFP, connue sous le nom de Chabiba Ittihadia, puis il adhère à l'âge de dix-huit ans à l'Union nationale des forces populaires (UNFP),.
Ces premières étapes de sa vie témoignent de son engagement précoce dans des causes politiques et de son attachement aux idéaux progressiste et de justice sociale.

## L'exil
Fuyant la répression à laquelle ont été soumis tous les progressistes et les forces de gauche, et craignant une détention arbitraire ou un enlèvement, Idriss HANI a pris la décision de s'exiler en Belgique en 1972. Dès son arrivée dans son nouveau pays, il a joué un rôle actif au sein de diverses instances, occupant plusieurs responsabilités importantes, dont :
- Secrétaire général de la section arabophone de la FGTB
- Membre du Comité de liaison des organisations des travailleurs immigrés en Belgique (CLOTI)
- Membre du Conseil consultatif des travailleurs immigrés en Belgique (CCI)
- Membre du Comité «contre la répression au Maroc» (CCR au Maroc)
- Membre fondateur de l'Association des travailleurs marocains en Belgique (ATMB)
- Membre du Parti socialiste (fédération Europe de l’Ouest)

Durant ces décennies, Idriss Hani a démontré un engagement continu en faveur des droits des travailleurs immigrés, participant activement à la défense des droits humains et à la mobilisation contre la répression au Maroc. Son implication dans des organisations clés témoigne de sa contribution significative à la vie politique et sociale en Belgique, marquée par son attachement aux valeurs de solidarité et de justice sociale,.

## Retour au Maroc
En 1995, Idriss HANI décide de revenir pour la première fois au Maroc afin d'être auprès de sa mère malade. Dès son arrivée à Aéroport de Casablanca, il est arrêté par les autorités policières. Après une semaine passée dans un lieu inconnu, il est conduit au commissariat où son passeport est confisqué en raison de son engagement et de ses activités politiques. Interrogé sur ses actions en Belgique, il est libéré sous condition, tout en étant privé de son emploi et incapable de retourner auprès de sa femme et de son fils en Belgique, Cette période marque un tournant dans la vie d'Idriss HANI, soulignant les défis auxquels il fait face en raison de son engagement politique, et marquant sa première visite au Maroc depuis son départ.

### Sources
- Marguerite Rollind, Le mouvement marocain des droits de l'Homme entre consensus national et engagement citoyen, ed. Karthala, 2002  (ISBN 978-2845862098)
- Décision d’arbitrage du Conseil consultatif des droits de l'homme, 6 février 2003
- Pierre Vermeren, Histoire du Maroc après l'indépendance, La Découverte 2007
- (ar) Article paru dans Al Ittihad Al Ichtiraki, édition du 14 décembre 1999 جريدة الاتحاد الاشتراكي
- (ar) Article paru dans Al ittihad al ichtiraki, édition du 19 décembre 1999
- (ar) Article paru dans Assahifa Al Ousbouia (en) édition du 19 novembre 2000 الصحيفة الأولى جريدة أسبوعية وطنية مستقلة
- (ar) Article paru dans Assahifa Al Ousbouia, édition du 20 avril 2000
- (ar) Article paru dans Assahifa Al Ousbouia, édition du 10 janvier 2002